# Vallada Agordina
Vallada Agordina (La Valada in ladino) è un comune italiano di 458 abitanti della provincia di Belluno in Veneto. Si tratta di un comune sparso in quanto sede comunale è la frazione Sachet.
Si sviluppa nella valle formata dai monti Celentone e Celat, il Col di Frena e le Cime di Pezza ed è rimasto il paese di un tempo, con le sue borgate e i villaggi dai nomi antichi: Celat, Sachet, Andrich e Toffol (ladino: Tofol) di fatto un unico centro urbano che si sviluppa da sud a nord; Piaz e Cogul (ladino: Chegul) si trovano un po' più distaccate verso nord; Mas è a est verso Cencenighe. 
Tra i vecchi rustici e i molti fienili è facile imbattersi nei dipinti murali, di ispirazione religiosa, che hanno resistito ai secoli.
La legge 482/1999 ha riconosciuto i comuni dell'Agordino come zona a minoranza linguistica ladina.

## Storia
Gli insediamenti più antichi, ovvero Sachet e Piaz, non sono precedenti all'XI secolo. Nel 1185 viene menzionata per la prima volta la chiesa di San Simon che per molto tempo rappresentò non solo il principale luogo di culto della zona, ma anche un riferimento per attività culturali e sociali.
Per tutto il medioevo e fino alla guerra della Lega di Cambrai (1509-1511) il territorio fu più volte saccheggiato da eserciti di passaggio.
Durante il dominio della Serenissima Vallada fu interessata da un'intensa attività migratoria stagionale diretta verso Venezia. In quest'epoca costituì una villa del Capitaniato di Agordo, a sua volta compreso nel Bellunese.
L'odierno comune fu costituito nel 1807 durante la dominazione napoleonica: fu inquadrato nel dipartimento della Piave, distretto I di Belluno, cantone III di Agordo. Nel 1815, con l'inizio dell'amministrazione asburgica, divenne un comune della provincia di Belluno, distretto V di Agordo, situazione che si è sostanzialmente mantenuta sino ai giorni nostri.
A partire dalla seconda metà dell'Ottocento si verificò una nuova ondata migratoria, diretta in particolare verso il Brasile. Nel corso della seconda guerra mondiale il comune subì la devastazione delle truppe tedesche, come rappresaglia verso la lotta partigiana.

### Simboli
Lo stemma è stato riconosciuto con DCG del 10 agosto 1929 e vi sono raffigurati, in campo di cielo, due monti che formano un passo di montagna, il monte di sinistra caricato di una chiesa con il campanile d'argento, e accompagnati nel capo da una stella di cinque raggi d'oro.
Il gonfalone, concesso con DPR del 31 luglio 1997, è un drappo rettangolare di giallo.

## Monumenti e luoghi d'interesse
Nella frazione di Sachet hanno sede il municipio e la scuola elementare.

### Architetture religiose
- Chiesa di San Simon (monumento nazionale), circondata da un imponente bosco fitto di abeti, larici e faggi, di cui si hanno notizie fin dal XII secolo; conserva le spoglie del poeta Valerio Da Pos.
- Chiesa di San Rocco a Celat.
- Chiesa del Sacro Cuore di Gesù a Sachet (parrocchiale).
- Chiesa di San Giuseppe ad Andrich.
- Chiesa della Madonna di Lourdes a Toffol.
- Chiesa di Santa Lucia a Cogul.
- Chiesa di San Antonio Abate a Mas.

Altre opere degne di nota sono gli affreschi presenti in località Toffol e Cogul ed in generale in tutte le frazioni del comune (recentemente restaurati). Da menzionare il sacello dei Giat (in prossimità della chiesa di San Simon, recentemente restaurato) nonché altri sacelli dislocati nelle varie frazioni.

## Società

### Evoluzione demografica
Abitanti censiti

Sono attivi l'Union Ladign de la Val Biois e il Grop Folk Val Biois per mantenere la cultura e parlata ladina.
Si fa sentire anche l'influsso tirolese, perché la valle ha fatto da confine con la contea del Tirolo ed è appartenuta per un certo periodo anche all'Austria.

## Cultura

### Musei
Il Museo di Storia ed Arte della Valle del Biois è ospitato presso il municipio, che vanta un'ampia collezione di strumenti ed antiche attrezzature di fattura artigianale utilizzati dagli abitanti di Vallada e delle zone limitrofe nei secoli scorsi. Attualmente è chiuso ed è in approntamento un nuovo museo all'interno dell'antico fienile detto tabià dei monech ("fienile dei sacrestani") in fase di ristrutturazione in frazione Sachet, accanto alla chiesa parrocchiale.

## Amministrazione

### Gemellaggi
- Massaranduba, dal 2011

### Altre informazioni amministrative
La denominazione del comune fino al 1964 era Vallada.